# Wichita State University Women's Volleyball
La Wichita State University Women's Volleyball è la squadra pallavolo femminile appartenente alla Wichita State University, con sede a Wichita (Kansas): milita nella American Athletic Conference della NCAA Division I.

## Storia
La squadra di pallavolo femminile della Wichita State University viene fondata nel 1974, quando il club di pallavolo dell'università assume lo status di programma. Partecipa inizialmente ai tornei della AIAW Division I fino al 1980, quando viene sciolto. Rifondato due anni più tardi, si affilia alla NCAA Division I, entrando a far parte della Missouri Valley Conference (all'epoca Gateway Collegiate Athletic Conference), aggiudicandosi quattro titoli di conference; in questo periodo si spinge fino alle Sweet sixteen del 2012.
Nel 2017 le Shockers si trasferiscono nella American Athletic Conference, conquistando un altro titolo di conference, mentre in ambito nazionale centrano la vittoria del NIVC 2023.

## Palmarès
- NIVC: 1

2023

## Record
| Piazzamento          |    | Edizione                                             |
| -------------------- | -- | ---------------------------------------------------- |
| Tornei NCAA          | 12 | Sweet sixteen: 1 2012                                |
| Tornei NCAA          | 12 | Secondo turno: 6 2004, 2007, 2008, 2009, 2015, 2017  |
| Tornei NCAA          | 12 | Primo turno: 5 2010, 2011, 2013, 2016, 2024          |
| Titoli di conference | 6  | Missouri Valley Conference: 4 2004, 2013, 2015, 2016 |
| Titoli di conference | 6  | American Athletic Conference: 2 2017, 2024           |

## Conference
- Missouri Valley Conference[2]: 1983-2016
- American Athletic Conference: 2017-

## All-America

### Third Team
- Chelsey Feekin (2013)

## Allenatori
- Janet Pew: 1974-1975
- Sharon Rauh: 1976-1978
- Mary Estes: 1979-1980
- Phil Shoemaker: 1983-1999
- Chris Lamb: 2000-